# Mohammed Abed Al Jabri
Mohammed Abed al-Jabri (arabisch محمد عابد الجابري, DMG Muḥammad ʿĀbid al-Ǧābariyy; geboren 27. Dezember 1935 in Figuig, Französisch-Nordafrika; gestorben 3. Mai 2010 in Casablanca) war ein marokkanischer Philosoph und Literaturwissenschaftler.

## Leben
Nach der Koranschule absolvierte al-Jabri eine Schneiderlehre und wurde Volksschullehrer. In den 1950er-Jahren machte er in der sozialistischen Organisation USFP mit. Ab 1958 studierte er in Damaskus Philosophie. 1967 schloss er das Philosophiestudium an der Mohammed-V.-Universität in Rabat ab. Seine Doktorarbeit behandelt den arabischen Denker Ibn Chaldūn (1332–1406). An der Universität Rabat lehrte er bis 2002 Epistemologie und Philosophie. al-Jabris Hauptinteresse galt dem aufgeklärten Philosophen Averroes (1126–1198) und einer Wiederbelebung eines islamischen Averroismus. Sein Hauptwerk ist die vierbändige نقد العقل العربي / Naqd al-ʿaql al-ʿarabiyy / ‚Kritik der arabischen Vernunft‘, welche zwischen 1984 und 2001 erschien.
al-Jabri lehrte Philosophie an der Universität Mohammed V. in Rabat. Im Dezember 2008 erhielt er den Preis für Freies Denken der Ibn-Rushd-Stiftung in Karlsruhe.

## Werke
Schriften in deutscher und französischer Übersetzung:
- Critique de la raison arabe (Naqd al-ʿaql al-ʿarabiyy), 4 Bände (1984–2001)
- Kritik der arabischen Vernunft. Die Einführung. Übers. von Vincent von Wroblevsky und Sarah Dornhof. Berlin: Perlen-Verlag, 2009, ISBN 978-3-9809000-8-9 (franz. Übers. unter dem Titel Introduction à la critique de la raison arabe, 1994)
- El legado filosófico árabe: Alfarabi, Avicena, Avempace, Averroes, Abenjaldún: lecturas contemporáneas. Übersetzung: Manuel C. Feria García. Madrid: Editorial Trotta, 2001.
- Crítica de la razón árabe: nueva visión sobre el legado filosófico andalusí. Übersetzung: Ahmed Mahfoud. Barcelona: Icaria, 2001.